# Mariano Perel
Isidoro Mariano Losanovscky Perel, más conocido como Mariano Perel fue un Contador Público Nacional quien el 4 de febrero de 2001 o bien cometió uxoricidio seguido de suicidio o fue asesinado junto a su mujer, la psicóloga cordobesa Rosa Berta Golodnitzky en el balneario bonaerense de Cariló. Estas muertes conmovieron a la opinión pública argentina.

## Trayectoria

### Estudios
Perel, a quienes sus compañeros apodaban "Isidorito", fue un brillante alumno de la prestigiosa Escuela Superior de Comercio Carlos Pellegrini de la que egresó como Perito Mercantil en el año 1963. Posteriormente, se recibió de Contador Público.

## Muerte del Matrimonio Lozanovscky Perel-Golodnitzky
Perel y Rosa Golodnitzki murieron el 4 de febrero de 2001 por la madrugada cuando se encontraban en su habitación de la cabaña Nº32 del apart hotel "Puerto Hamlet", ubicado en la intersección de las calles Cerezo y Avutarda de la localidad balnearia de Cariló. Allí estaba el matrimonio desde el día anterior, cuando llegaron en su camioneta Jeep Grand Cherokee Limited (color verde, patente ANA 009) desde Buenos Aires. El pequeño departamento que ocupaban en un segundo piso con acceso desde el jardín a través de una escalera al aire libre estuvo cerrado hasta el mediodía del domingo 5. Cuando un empleado del lugar abrió la puerta, pudo ver a los huéspedes en la cama, boca abajo: cada uno tenía un tiro en la nuca. Junto al antebrazo de Perel se encontró una pistola Walther PPK calibre 7,65mm. perteneciente al propio Perel y dos vainas servidas marca Glaser Safety Slug, un proyectil que se abre al impactar y dispersa decenas de microperdigones.
Los restos del matrimonio Losanovscky Perel-Golodnitzky fueron inhumados en el cementerio judío parque Colinas del Tiempo, ubicado en la localidad bonaerense de Pilar.

### El Mensaje Mafioso
En la barra que divide los dos ambientes de la cabaña, bajo un plato y junto a la computadora portátil Sony Vaio (con un disco rígido de 18GB.) de Perel, la policía encontró un mensaje en inglés con claro contenido mafioso: "I am a Citibank gringo collaborator. Killed for non-payment of ransom by Citigroup Ant Factory company" ("Soy un gringo colaborador del Citibank. Asesinado por no pagar la coima del Citigroup Ant Factory Company"). Los peritajes técnicos habrían determinado que la nota fue impresa desde esa misma notebook, el viernes 1 de febrero a las 17:08 en una Lexmark Optra C710, una de las tres impresoras que había en las oficinas de la empresa de inversiones Antfactory y guardada con el nombre "iamagringocollaborator.doc" a las 17:45. Uno de los ejecutivos de la empresa declaró que ese día Perel lo llamó a San Pablo para preguntarle cómo podía imprimir desde su computadora. Los investigadores se preguntaron por qué, si la escribió él, en lugar de escribir "Antfactory", el nombre correcto de la empresa, escribió Ant Factory.'

Ese mismo día 1, la prensa había difundido un cable de la agencia Reuters informando el hallazgo en la víspera (31 de enero), del cadáver de Ron Sanders un trabajador petrolero estadounídense de 55 años (la edad de Perel), secuestrado y asesinado en la selva del Ecuador. Antes de asesinarlo, sus captores habían obligado a Sanders a escribir en la manta que le serviría de mortaja la siguiente inscripción: "Soy gringo, por no pago de secuestro compañías HP Pompeya DG".

### La Hipótesis de Suicidio
La hipótesis de que Perel asesinara a su esposa (uxoricidio) para luego suicidarse, es en principio (en vista de los datos que los investigadores filtraron a la prensa), la más probable.

Estos son los elementos que respaldan la teoría del suicidio:

- Las muertes se habrían producido con la pistola de Perel.
- Según los investigadores, el arma apareció al lado de la nuca del financista, lo que hace factible que él mismo la haya usado.
- El "Mensaje Mafioso": Estaría probado que ese mensaje fue escrito por Perel, que se redactó en su computadora y que no fue impreso en Cariló sino en la oficina de la empresa en la que trabajaba. Podría haber sido escrito para simular el escenario de un crimen por encargo.
- La trayectoria de los proyectiles indicaría que a Rosita, la esposa de Perel, la mataron con un tiro a 40 centímetros, desde el lado de la cama en que estaba Perel y con un ángulo exacto (a ras del lecho) que se corresponde con el lugar donde estaba acostado el financista. Según las pericias, el tiro que tiene Perel fue disparado por esa misma arma apoyada en su nuca, un movimiento que el financista fácilmente podía hacer.
- No hubo movimiento en la cama: cuando dos personas están durmiendo y le disparan a una de ellas, la otra se sobresalta y se mueve. No ocurrió.
- Ninguno de los 120 húespedes que había en ese momento en el hotel vio que haya entrado o salido alguien, ni se registró la llegada o salida de ningún vehículo.[12]
- El fiscal Diego Araujo aporta otro detalle: la puerta de la cabaña 32 rechinaba al abrirse, salvo que se la sometiera a un movimiento (tirar hacia fuera y empujar hacia el lado del marco) que difícilmente conociera alguien ajeno al lugar. Eso minimizaba la posibilidad de que un intruso hubiera accedido silenciosamente para sorprender al matrimonio.[4]